# Kt wiz
kt wiz 또는 KT 위즈는 2013년 설립되어 KBO 리그에 참여 중인 야구단으로, 연고지는 경기도 수원시이다. 구단명 표기시, 국영문 혼용 또는 기업 이니셜만 표기시에는 대문자로, 팀 전체 이름을 영문으로 표기할 때는 소문자를 사용한다. 수원KT위즈파크를 25,000여 석으로 개량하여 홈경기장으로 사용하며, 향후 2020년까지 호매실 택지 개발지구(당수동)에 최신식 돔구장을 건립할 예정이었으나 지지부진한 상황이다. 2013년 한국프로야구 신인 드래프트를 통해 신인 선수를 수급하였으며, 2014년 한국야구퓨처스리그에 참여하고 2015년부터 KBO 리그에 참가하고 있다.
2021년 10월 31일, KBO 리그에서 타이브레이크에서 공동 1위인 삼성 라이온즈를 1대 0으로 꺾고 처음으로 정규 리그 우승을 하였다. 그리고 이어진 2021년 한국시리즈에서 두산 베어스를 4연승으로 꺾고 구단 첫 한국시리즈 우승을 기록, 통합 우승을 차지하였다. KBO 리그 출범 이후 신생 팀 최단 기간(8년) 한국시리즈 우승의 기록을 보유하고 있다.

## 역사

### 창단 과정
원래 KT는 지난 2007년 말 당시 수원시를 임시 연고지로 삼고 있던 현대 유니콘스 인수를 추진했다. 그러나 사외 이사들이 프로 야구단 창단을 반대하면서, 2008년 초 현대 유니콘스 인수가 백지화됐다. 결국 현대 유니콘스는 센테니얼 인베스트먼트라는 투자 자문 회사가 선수단을 승계한 뒤 완전히 해체됐고 우리 히어로즈라는 이름으로 재창단돼 새롭게 출발했다.
2012년 초부터 대한민국 프로야구계가 10번째 구단 창단을 시사하자, KT가 수원시를 연고로 하는 10번째 프로야구단을 창단하겠다는 의사를 밝힌다. 수원시와 KT 연합은 전주시, 완주군, 군산시, 익산시를 공동 연고지로 하는 전라북도-부영의 연합과 유치 경쟁을 했다. 수원-KT 연합과 전북-부영 연합은 KBO가 별도로 구성한 평가위원회를 대상으로 프리젠테이션을 실시했고, 결국 2013년 1월 11일 열린 이사회에서 사실상 KT와 수원시의 연합이 10구단 운영 주체로 결정되었고, 2013년 1월 17일 구단주 총회에서 만장일치로 의결돼 본격적인 창단 과정에 나서게 됐다. 구단 가입금 및 예치금은 각각 30억 원 및 100억 원으로 9구단 NC 다이노스와 동일하며 그 외 야구발전기금으로 200억원을 내기로 하였다.
공모전을 통해 2013년 5월 7일 구단명을 kt wiz로 확정지었다. wiz(위즈)는 ‘비상한 솜씨와 비범한 재능을 가진 사람, 달인’이란 의미를 담고 있으며, ‘마법사’를 뜻하는 영어 단어 ‘wizard’(위자드)의 축약형이기도 하다. 대한민국 최초로 이니셜 로고가 2가지 버전으로 홈과 원정으로 구분되고 캐릭터 마스코트 인형도 2마리 빅(Vic)과 또리(ddory)로 제작되었다.

### 2010년대
2013년 8월 2일, 초대 감독으로 KIA 타이거즈 감독 출신의 조범현을 선임했다.
2014년 KBO 퓨처스리그 북부리그에서 3위의 성적을 기록하였다. 2015년, 1군 리그에 진입하였으나 최하위의 성적을 기록하였고, 두번째 시즌이었던 2016년에도 부진한 모습에서 벗어나지 못했다. 결국,
2016년 10월 12일 조범현 감독과 재계약을 포기했다.
2016년 10월 14일 2대 감독으로 전 두산 감독 김진욱을 선임했다.
2018년 10월 18일 김진욱 감독이 성적 부진을 이유로 자진사퇴하였다.

### 2018년 ~ 현재 (이강철 감독 시대)
2018년 10월 20일 3대 감독으로 전 두산 코치 이강철을 선임했다. 이강철 감독은 부임 첫시즌 만년 하위권이었던 kt를 가을야구 경쟁에 참여시켜 "강철매직" 이라고도 불렸다.
2020년 KT 위즈가 정규시즌 2위로 창단 첫 포스트시즌 진출과 함께 플레이오프에 직행하였지만 플레이오프에서 중심타선이 부진해서 두산과 대결에서 1승 3패로 패배하며 KBO 한국시리즈 진출은 실패했다.
2021년 시즌 로하스의 공백으로 인한 부진이 일어날 것이라고 예상했던 사람들과 달리 시즌 초반 강백호의 활약으로 상위권에 올라간 KT는 단 한번도 5위 아래로 떨어지지 않는 순위를 유지했다. 하지만 로하스의 공백을 채워줄 용병으로 데려온 조일로 알몬테의 부진으로 타순이 쉽게 열리지 않았고 결국 5위까지 내려가게 되었다. 하지만 강철 매직 답게 투타 벨런스를 다시 맞춰 상위권으로 순위를 올렸고 조일로 알몬테 대신 제라드 호잉을 영입 하면서 팀의 타선과 수비력을 더 단단하게 만들겠다는 의지도 보였다.
2021년 정규리그 우승으로 한국시리즈 결승전에 직행한 KT 위즈는 두산을 상대로 4승 무패로 첫 한국시리즈 우승을 가져가면서, 구단 최초로 통합우승 이정표를 세웠다.
또한, 2024년 때에는 3위 LG 트윈스에게 준플레이오프 경기의 산을 비록 뛰어넘지는 못했으나 5위 타이브레이커 경기에서 이겨 와일드카드 진출한 후, 4위 두산 베어스를 두 경기에서 다 승리해 결국 와일드카드 팀 사상 최초로 4위를 제치고 준플레이오프에 진출하는 첫 팀이 되었다.

## 키워드

### 빅 테크테인먼트
SSG 랜더스의 스포테인먼트에 맞서는 마케팅의 일환으로 야구(Baseball)와 정보통신 기술(ICT- Information and Communications Technology), 즐거움(Entertainment)의 합성어인 빅 테크테인먼트(BIC Techtainment)라는 개념을 내세웠다.

## 역대 성적
| 연도 | 감독   | 경기 | 승리 | 무승부 | 패전 | 승률  | 포스트시즌                                                      | 수상 선수                | 순위 |
| ---- | ------ | ---- | ---- | ------ | ---- | ----- | --------------------------------------------------------------- | ------------------------ | ---- |
| 2015 | 조범현 | 144  | 52   | 1      | 91   | 0.364 |                                                                 |                          | 10위 |
| 2016 | 조범현 | 144  | 53   | 2      | 89   | 0.373 |                                                                 |                          | 10위 |
| 2017 | 김진욱 | 144  | 50   | 0      | 94   | 0.347 |                                                                 |                          | 10위 |
| 2018 | 김진욱 | 144  | 59   | 3      | 82   | 0.418 |                                                                 | 강백호 (신)              | 9위  |
| 2019 | 이강철 | 144  | 71   | 2      | 71   | 0.500 |                                                                 |                          | 6위  |
| 2020 | 이강철 | 144  | 81   | 1      | 62   | 0.566 | 플레이오프 : 두산 전 1-3 패                                     | 소형준 (신) 로하스 (MVP) | 3위  |
| 2021 | 이강철 | 144  | 76   | 9      | 59   | 0.563 | 한국시리즈 : 두산 전 4-0 승                                     | 박경수 (MVP)             | 1위  |
| 2022 | 이강철 | 144  | 80   | 2      | 62   | 0.563 | 와일드카드 결정전 : KIA 전 1-0 승 준플레이오프 : 키움 전 2-3 패 |                          | 4위  |
| 2023 | 이강철 | 144  | 79   | 3      | 62   | 0.560 | 플레이오프 : NC 전 3-2 승 한국시리즈 : LG 전 1-4 패             |                          | 2위  |
| 2024 | 이강철 | 144  | 72   | 2      | 70   | 0.507 | 와일드카드 결정전 : 두산 전 2-0 승 준플레이오프 : LG 전 2-3 패  |                          | 5위  |
| 합계 | 10시즌 | 1440 | 673  | 25     | 742  | 0.476 |                                                                 |                          |      |

### 한국시리즈
| #                      | 연도   | 감독   | 상대 팀     | 경기 결과       | 우승 횟수 | 시리즈 MVP      | 주석 및 기타 |
| ---------------------- | ------ | ------ | ----------- | --------------- | --------- | --------------- | ------------ |
| 1                      | 2021년 | 이강철 | 두산 베어스 | 4승 (OOOO)      | V1        | 박경수 (내야수) | [ 8 ]        |
| 2                      | 2023년 | 이강철 | LG 트윈스   | 1승 4패 (OXXXX) |           |                 |              |
| 한국시리즈 총 1회 우승 |        |        |             |                 |           |                 |              |

## 역대 감독
| 순서 | 이름          | 재임 기간                           | 경기수 | 승  | 무 | 패  | 승률  | 비고                                                                                             |
| ---- | ------------- | ----------------------------------- | ------ | --- | -- | --- | ----- | ------------------------------------------------------------------------------------------------ |
| 1    | 조범현        | 2013년 8월 2일 ~ 2016년 10월 12일   | 88     | 41  | 10 | 37  | 0.526 | 퓨처스리그 북부 리그 3위                                                                         |
| 1    | 조범현        | 2013년 8월 2일 ~ 2016년 10월 12일   | 288    | 105 | 3  | 180 | 0.368 | 첫 1군 데뷔 시즌                                                                                 |
| 2    | 김진욱        | 2016년 10월 14일 ~ 2018년 10월 18일 | 288    | 109 | 3  | 176 | 0.378 |                                                                                                  |
| 3    | 이강철        | 2018년 11월 18일 ~ 현재             | 288    | 152 | 3  | 133 | 0.528 | 2020 시즌 첫 포스트시즌 진출 (플레이오프) 2021 시즌 정규리그 우승 한국 시리즈 우승 (통합우승 V1) |
| 4    | 마이크 매덕스 | 2026년 1월 1일 ~                    |        |     |    |     |       | 최초 네번째 외국인 감독                                                                          |

## 선수단

### 역대 주장
| 순서 | 이름   | 재임 기간       | 참고                                                |
| ---- | ------ | --------------- | --------------------------------------------------- |
| 1    | 신명철 | 2014년 ~ 2015년 | 2015 시즌 종료 후 은퇴                              |
| 2    | 이대형 | 2015-2016       | 신명철이 2군으로 내려 갔을 때 임시 주장을 함        |
| 2    | 박경수 | 2016년 ~ 2018년 |                                                     |
| 3    | 유한준 | 2019년 ~ 2020년 | 2021년 시즌 종료후 은퇴하고 현재 1군 타격보조코치임 |
| 4    | 황재균 | 2021년          |                                                     |
| 5    | 박경수 | 2022년 ~ 2024년 |                                                     |
| 6    | 장성우 | 2025년 ~        |                                                     |

### 1차 지명 지역 연고
- 유신고등학교
- 장안고등학교
- 부천고등학교
- 안산공업고등학교
- 충훈고등학교
- 소래고등학교
- 상우고등학교

### 역대 2차 드래프트 지명
2차 드래프트는 한국야구위원회에서 2년마다 11월 말에 개최되며, 타 팀에서 FA 신청선수를 제외한 35명의 보호선수에서 제외된 선수를 지명할 수 있다.
| 연도 | 1라운드                      | 2라운드                        | 3라운드                      | 4 ~ 8라운드 |
| ---- | ---------------------------- | ------------------------------ | ---------------------------- | --- |
| 2014 | 김주원 (SSG 랜더스, 투수)    | 이윤학 (LG 트윈스, 투수)       | 김건국 (NC 다이노스, 투수)   | 이준형 (삼성 라이온즈, 투수) 김동명 (삼성 라이온즈, 포수) 김사연 (키움 히어로즈, 외야수) 김영환 (삼성 라이온즈, 내야수) 신용승 (삼성 라이온즈, 외야수) |
| 2016 | 이진영 (LG 트윈스, 외야수)   | 김연훈 (SSG 랜더스, 내야수)    | 이상화 (롯데 자이언츠, 투수) | 빈칸 |
| 2018 | 조현우 (롯데 자이언츠, 투수) | 금민철 (키움 히어로즈, 투수)   | 김용주 (한화 이글스, 투수)   | 빈칸 |
| 2020 | 이보근 (키움 히어로즈, 투수) | 김성훈 (삼성 라이온즈, 내야수) | 빈칸                         | 빈칸 |
| 2024 | 우규민 (삼성 라이온즈, 투수) | 이태규 (기아 타이거즈, 투수)   | 김철호 (NC 다이노스, 내야수) | 빈칸 |

### 역대 특별지명
2014년 11월 28일, 각 구단의 보호선수 20명 외 특별지명권을 행사하면서 kt 유니폼을 입게 되었다. KT 위즈는 9개 구단에 각각 10억원씩 총 90억원을 지불했다. KT의 특별 지명은 임의가 아닌 강제 사항이었다. 무조건 9개 구단에서 1명씩 9명을 지명해야 했다. 대상선수가 마음에 들지 않아 뽑을만한 선수가 없다고 해도 특정팀만 선수 지명을 포기할 수는 없다.
| 이름   | 구단          | 포지션 |
| ------ | ------------- | ------ |
| 정현   | 삼성 라이온즈 | 내야수 |
| 장시환 | 키움 히어로즈 | 투수   |
| 이성민 | NC 다이노스   | 투수   |
| 배정대 | LG 트윈스     | 외야수 |
| 김상현 | SSG 랜더스    | 외야수 |
| 정대현 | 두산 베어스   | 투수   |
| 용덕한 | 롯데 자이언츠 | 포수   |
| 이대형 | KIA 타이거즈  | 외야수 |
| 윤근영 | 한화 이글스   | 투수   |

## 역대 선발진

### 1군
| 연도 | 1선발      | 2선발      | 3선발    | 4선발      | 5선발  |
| ---- | ---------- | ---------- | -------- | ---------- | ------ |
| 2015 | 옥스프링   | 정대현     | 엄상백   | 저마노     | 정성곤 |
| 2016 | 주권       | 밴와트     | 정대현   | 마리몬     | 로위   |
| 2017 | 피어밴드   | 로치       | 고영표   | 정성곤     | 류희운 |
| 2018 | 니퍼트     | 피어밴드   | 고영표   | 금민철     | 김민   |
| 2019 | 쿠에바스   | 알칸타라   | 배제성   | 김민       | 금민철 |
| 2020 | 데스파이네 | 쿠에바스   | 소형준   | 배제성     | 김민수 |
| 2021 | 고영표     | 데스파이네 | 배제성   | 쿠에바스   | 소형준 |
| 2022 | 소형준     | 고영표     | 엄상백   | 데스파이네 | 배제성 |
| 2023 | 고영표     | 벤자민     | 쿠에바스 | 엄상백     | 배제성 |
| 2024 | 쿠에바스   | 벤자민     | 엄상백   | 고영표     | 육청명 |

### 2군
| 연도 | 1선발  | 2선발  | 3선발  | 4선발  | 5선발  |
| ---- | ------ | ------ | ------ | ------ | ------ |
| 2014 | 박세웅 | 마이크 | 황덕균 | 조현우 | 류희운 |
| 2015 | 주권   | 이윤학 | 김민수 | 강혜성 | 조무근 |
| 2016 | 류희운 | 박세진 | 정성곤 | 이상화 | 김민수 |
| 2017 | 박세진 | 이종혁 | 김도영 | 강장산 | 조병욱 |
| 2018 | 박세진 | 배제성 | 김용주 | 이재곤 | 박주현 |
| 2019 | 김태오 | 이상동 | 이종혁 | 조한욱 | 이정훈 |
| 2020 | 박세진 | 박규민 | 류희운 | 금민철 | 조병욱 |
| 2021 | 엄상백 | 김태오 | 이정현 | 조병욱 | 고영찬 |
| 2022 | 지명성 | 이상우 | 권성준 | 김태오 | 이정현 |
| 2023 | 이선우 | 김민   | 조이현 | 이준명 | 김건웅 |
| 2024 | 한차현 | 조이현 | 이채호 | 이선우 | 원상현 |

## 역대 마무리

### 1군
| 2015   | 2016   | 2017   | 2018   | 2019   | 2020   | 2021   | 2022   |
| ------ | ------ | ------ | ------ | ------ | ------ | ------ | ------ |
| 장시환 | 김재윤 | 김재윤 | 김재윤 | 이대은 | 김재윤 | 김재윤 | 김재윤 |
| 2023   | 2024   | 2025   | 2026   | 2027   | 2028   | 2029   | 2030   |
| 김재윤 | 박영현 | 박영현 |        |        |        |        |        |

### 2군
| 2014   | 2015   | 2016   | 2017   | 2018 | 2019   | 2020   | 2021   |
| ------ | ------ | ------ | ------ | ---- | ------ | ------ | ------ |
| 채선관 | 채선관 | 윤근영 | 한승지 | 최건 | 이정현 | 이상동 | 이창재 |
| 2022   | 2023   | 2024   | 2025   | 2026 | 2027   | 2028   | 2029   |
| 이창재 | 김영현 | 문용익 |        |      |        |        |        |

## 역대 FA 영입
| 이름   | 전 구단                                    | 연도 | 포지션 | 계약기간 | 금액         | 보상선수 |
| ------ | ------------------------------------------ | ---- | ------ | -------- | ------------ | -------- |
| 김사율 | 롯데 자이언츠                              | 2014 | 투수   | 3+1년    | 14억 5천만원 | 빈칸     |
| 박기혁 | 롯데 자이언츠                              | 2014 | 내야수 | 3+1년    | 11억 4천만원 | 빈칸     |
| 박경수 | LG 트윈스                                  | 2014 | 내야수 | 4년      | 18억 2천만원 | 빈칸     |
| 유한준 | 키움 히어로즈                              | 2015 | 외야수 | 4년      | 60억         | 빈칸     |
| 황재균 | 샌프란시스코 자이언츠 (KBO: 롯데 자이언츠) | 2017 | 내야수 | 4년      | 88억         | 조무근   |
| 박병호 | 키움 히어로즈                              | 2021 | 내야수 | 3년      | 30억         | 빈칸     |
| 김상수 | 삼성 라이온즈                              | 2022 | 내야수 | 4년      | 29억         | 김태훈   |
| 허경민 | 두산 베어스                                | 2024 | 내야수 | 4년      | 40억         | 김영현   |

- KT 위즈는 창단 팀 지원 정책에 따른 혜택이 2016년 시즌까지 적용되어 이 기간 동안은 영입하는 선수의 전 구단에서 보상선수 지명이 불가능하고 보상금만 받을 수 있다.

## 역대 신인드래프트

### 첫 지명 선수
| 연도 | 선수   | 포지션 | kt 소속 성적                               |
| ---- | ------ | ------ | ------------------------------------------ |
| 2014 | 류희운 | 투수   | 6시즌 74G 149.2이닝 5승 8패 1홀드 7.70     |
| 2015 | 홍성무 | 투수   | 3시즌 38G 43.1이닝 2패 5.82                |
| 2016 | 박세진 | 투수   | 6시즌 42G 80이닝 1승 10패 1홀드 7.99       |
| 2017 | 조병욱 | 투수   | 1시즌 9G 28.1이닝 1패 7.62                 |
| 2018 | 김민   | 투수   | 6시즌 153G 344.2이닝 22승 23패 24홀드 5.12 |
| 2019 | 전용주 | 투수   | 현역 선수                                  |
| 2020 | 소형준 | 투수   | 현역 선수                                  |
| 2021 | 신범준 | 투수   | 현역 선수                                  |
| 2022 | 박영현 | 투수   | 현역 선수                                  |
| 2023 | 김정운 | 투수   | 현역 선수                                  |
| 2024 | 원상현 | 투수   | 현역 선수                                  |
| 2025 | 김동현 | 투수   | 현역 선수                                  |
| 2026 |        |        |                                            |

### 마지막 지명 선수
| 연도 | 선수   | 포지션 | kt 소속 성적 |
| ---- | ------ | ------ | ------------ |
| 2014 | 양효석 | 외야수 | 1군 출전 X   |
| 2015 | 박두현 | 투수   | 1군 출전 X   |
| 2016 | 이병훈 | 투수   | 1군 출전 X   |
| 2017 | 이구름 | 투수   | 1군 출전 X   |
| 2018 | 조대현 | 포수   | 현역 선수    |
| 2019 | 지강혁 | 내야수 | 1군 출전 X   |
| 2020 | 최지효 | 내야수 | 1군 출전 X   |
| 2021 | 김규대 | 외야수 | 1군 출전 X   |
| 2022 | 송현제 | 투수   | 1군 출전 X   |
| 2023 | 강건   | 투수   | 현역 선수    |
| 2024 | 이승언 | 투수   | 현역 선수    |
| 2025 | 이승준 | 내야수 | 현역 선수    |
| 2026 |        |        |              |

## 역대 2차 드래프트
| 연도 | 선수 (원소속팀)                                                                                           | 포지션                         | kt 소속 성적 |
| ---- | --- | ------------------------------ | --- |
| 2014 | 김주원 (SK) 이윤학 (LG) 김건국 (NC) 이준형 (삼성) 김지열 (넥센) 김동욱 (삼성) 김영환 (삼성) 신용승 (삼성) | 투수 내야수 포수 내야수 외야수 | 1군 출전 X 1시즌 2G 3이닝 24.00 1군 출전 X 1시즌 1G 2이닝 9.00 4시즌 165G 92안타 .242 4시즌 136G 76안타 .247 5시즌 76G 14안타 .161 1군 출전 X |
| 2016 | 이진영 (LG) 김연훈 (SK) 이상화 (롯데)                                                                     | 외야수 내야수 투수             | 3시즌 328G 289안타 .315 2시즌 122G 40안타 .211 4시즌 115G 124이닝 5.08                                                                        |
| 2018 | 조현우 (롯데) 금민철 (넥센) 김용주 (한화)                                                                 | 투수                           | 5시즌 134G 100.1IP 3.23 3시즌 46G 215.2IP 5.43 1시즌 1G 2이닝 18.00                                                                           |
| 2020 | 이보근 (키움) 김성훈 (삼성)                                                                               | 투수 내야수                    | 2시즌 65G 57.2이닝 4.99 1군 출전 X |
| 2024 | 우규민 (삼성) 이태규 (KIA) 김철호 (NC)                                                                    | 투수 내야수                    | 현역 선수 |
| 2026 | |                                | |

## 응원
- 타자가 타석에 들어섰을 때: 빠밤~ 빠바밤~ ○번 타자 (타자 이름) 안타/홈런 (타자 이름) 안타/홈런 (타자 이름)
- 상대 투수가 견제구를 던졌을 때: What! What! What! What (3회 반복)
- 관중들이 타자에게 안타를 원할 때: 안타 ~ x4 안타를 쳐주세요 ~ 안타 쳐줘요 ~ 홈런도 좋아요 ~ 가슴이 뻥 뚫리게 날려주세요 ~ x2 바로지금 ~ (타자 이름)

### 응원단
- 응원단장 : 김주일

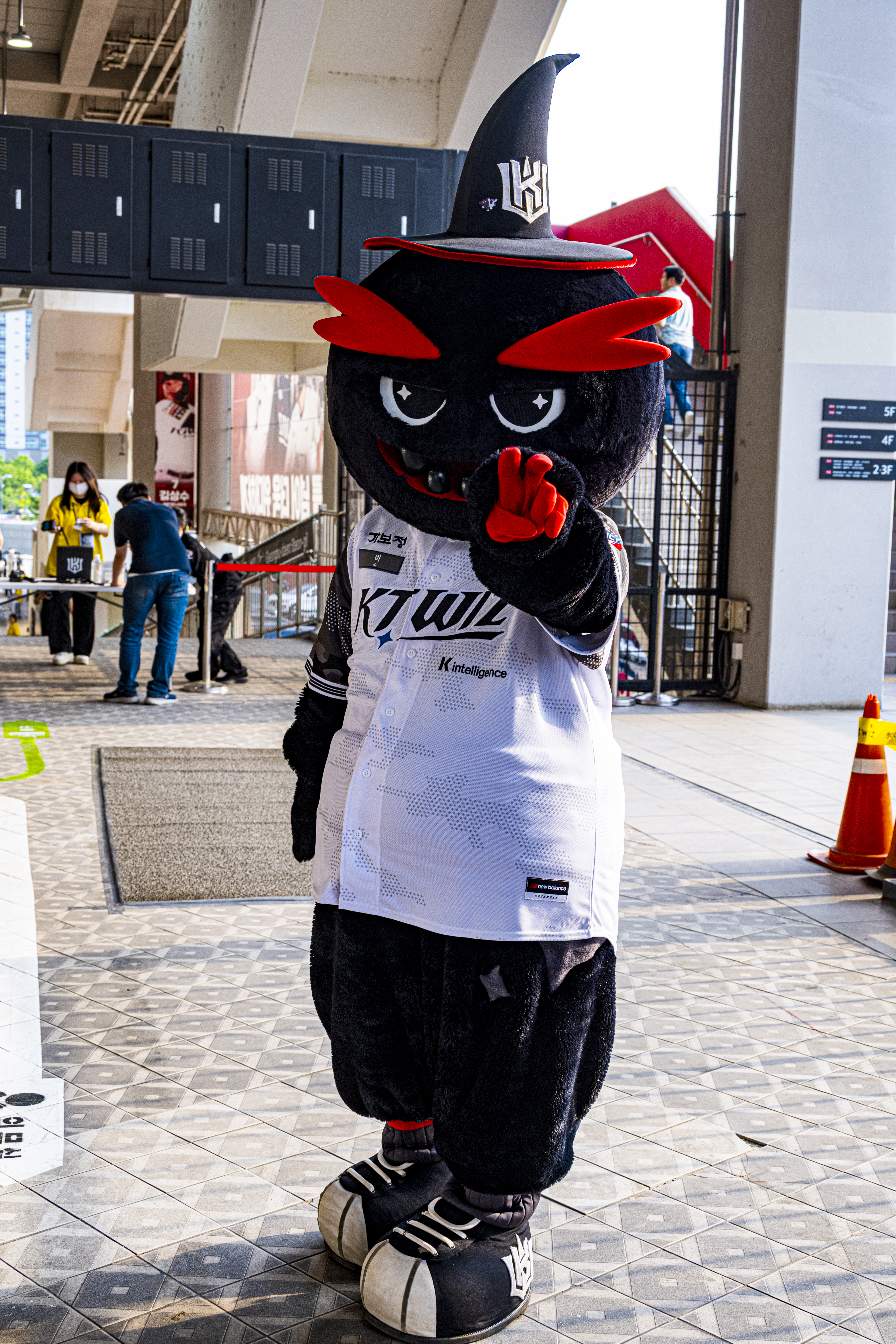
실물크기의 Kt wiz의 마스코트 빅

- 마스코트 : 빅 (검정색)·또리 (흰색)
- 아나운서 : 박수미
- 치어리더 : 김진아, 김한슬, 이금주, 신세희, 김해리, 김정원, 정희정, 이예빈, 이서윤